# Aeroporto Internazionale Patrick Leahy Burlington
L'Aeroporto Internazionale Patrick Leahy di Burlington è un aeroporto ad uso congiunto civile-militare che serve Burlington, la città più popolosa del Vermont, e la sua area metropolitana. Di proprietà della città di Burlington, l'aeroporto si trova nella vicina South Burlington, a soli 6 km a est del quartiere centrale degli affari di Burlington.
È di gran lunga l'aeroporto più trafficato del Vermont, con un traffico 100 volte superiore a quello del secondo aeroporto più trafficato, l'Aeroporto Regionale Rutland-Southern Vermont. È l'unico aeroporto dello stato con un servizio commerciale di linea. Nel 2015, circa il 40% dei passeggeri dell'aeroporto proveniva dal Québec, Canada.